# Olympische Winterspiele 2022/Teilnehmer (Frankreich)
| Gelbes Symbol für Goldmedaillen mit stilisierten Olympischen Ringen | Graues Symbol für Silbermedaillen mit stilisierten Olympischen Ringen | Braundes Symbol für Bronzemedaillen mit stilisierten Olympischen Ringen |
| ------------------------------------------------------------------- | --------------------------------------------------------------------- | ----------------------------------------------------------------------- |
| 5                                                                   | 7                                                                     | 2                                                                       |

Frankreich nahm an den Olympischen Winterspielen 2022 in Peking mit 86 Athleten, davon 50 Männer und 36 Frauen, in 10 Sportarten teil. Es war die 24. Teilnahme des Landes an Olympischen Winterspielen.
Fahnenträger bei der Eröffnungsfeier am 4. Februar waren die Skirennläuferin Tessa Worley und der Freestyle-Skier Kévin Rolland.

## Medaillen

### Medaillenspiegel
| Rang   | Sportart         | Gold | Silber | Bronze | Gesamt |
| ------ | ---------------- | ---- | ------ | ------ | ------ |
| 1      | Biathlon         | 3    | 4      | —      | 7      |
| 2      | Ski Alpin        | 1    | 1      | 1      | 3      |
| 3      | Eiskunstlauf     | 1    | —      | —      | 1      |
| 4      | Freestyle-Skiing | —    | 1      | —      | 1      |
| 4      | Snowboard        | —    | 1      | —      | 1      |
| 5      | Skilanglauf      | —    | —      | 1      | 1      |
| Gesamt | Gesamt           | 5    | 7      | 2      | 14     |

### Medaillengewinner
| Name/n                                                                       | Sportart         | Wettkampf              |
| ---------------------------------------------------------------------------- | ---------------- | ---------------------- |
| Gold                                                                         |                  |                        |
| Quentin Fillon Maillet                                                       | Biathlon         | 20 km Einzel           |
| Quentin Fillon Maillet                                                       | Biathlon         | Verfolgung             |
| Gabriella Papadakis Guillaume Cizeron                                        | Eiskunstlauf     | Eistanz                |
| Clément Noël                                                                 | Ski Alpin        | Slalom                 |
| Justine Braisaz-Bouchet                                                      | Biathlon         | Massenstart            |
| Silber                                                                       |                  |                        |
| Anaïs Chevalier-Bouchet Julia Simon Émilien Jacquelin Quentin Fillon Maillet | Biathlon         | 4 × 6-km-Mixed-Staffel |
| Johan Clarey                                                                 | Ski Alpin        | Abfahrt                |
| Anaïs Chevalier-Bouchet                                                      | Biathlon         | 15 km Einzel           |
| Tess Ledeux                                                                  | Freestyle-Skiing | Big Air                |
| Chloé Trespeuch                                                              | Snowboard        | Snowboardcross         |
| Quentin Fillon Maillet                                                       | Biathlon         | Sprint                 |
| Fabien Claude Émilien Jacquelin Simon Desthieux Quentin Fillon Maillet       | Biathlon         | 4 × 7,5-km-Staffel     |
| Bronze                                                                       |                  |                        |
| Mathieu Faivre                                                               | Ski Alpin        | Riesenslalom           |
| Richard Jouve Hugo Lapalus Clément Parisse Maurice Manificat                 | Skilanglauf      | 4 × 10-km-Staffel      |

## Teilnehmer nach Sportarten

### Biathlon
| Athleten                                                                     | Wettbewerbe         | Zeit        | Fehler         | Rang   |
| ---------------------------------------------------------------------------- | ------------------- | ----------- | -------------- | ------ |
| Frauen                                                                       |                     |             |                |        |
| Anaïs Bescond                                                                | 7,5 km Sprint       | 21:53,1 min | 1 (1+0)        | 9      |
| Anaïs Bescond                                                                | 10 km Verfolgung    | 38:46,4 min | 5 (2+0+1+2)    | 27     |
| Anaïs Bescond                                                                | 12,5 km Massenstart | 46:02,3 min | 10 (0+2+3+5)   | 29     |
| Anaïs Bescond                                                                | 15 km Einzel        | 48:26,0 min | 4 (2+1+0+1)    | 30     |
| Justine Braisaz-Bouchet                                                      | 7,5 km Sprint       | 23:18,4 min | 3 (1+2)        | 48     |
| Justine Braisaz-Bouchet                                                      | 10 km Verfolgung    | DNS         | DNS            | DNS    |
| Justine Braisaz-Bouchet                                                      | 12,5 km Massenstart | 40:18,0 min | 4 (2+1+0+1)    | Gold   |
| Justine Braisaz-Bouchet                                                      | 15 km Einzel        | 49:10,1 min | 5 (0+2+2+1)    | 40     |
| Anaïs Chevalier-Bouchet                                                      | 7,5 km Sprint       | 24:02,0 min | 4 (1+3)        | 68     |
| Anaïs Chevalier-Bouchet                                                      | 12,5 km Massenstart | 43:29,7 min | 5 (2+0+2+1)    | 19     |
| Anaïs Chevalier-Bouchet                                                      | 15 km Einzel        | 44:22,1 min | 1 (0+0+0+1)    | Silber |
| Julia Simon                                                                  | 7,5 km Sprint       | 22:40,3 min | 3 (1+2)        | 29     |
| Julia Simon                                                                  | 10 km Verfolgung    | 37:05,2 min | 2 (0+1+1+0)    | 8      |
| Julia Simon                                                                  | 12,5 km Massenstart | 41:40,6 min | 6 (0+1+3+2)    | 6      |
| Julia Simon                                                                  | 15 km Einzel        | 47:09,1 min | 4 (0+0+1+3)    | 21     |
| Anaïs Bescond Justine Braisaz-Bouchet Anaïs Chevalier-Bouchet Julia Simon    | 4 × 6-km-Staffel    | 1:13:16,9 h | 2+10 (1+5 1+5) | 6      |
| Männer                                                                       |                     |             |                |        |
| Fabien Claude                                                                | 10 km Sprint        | 25:41,6 min | 3 (1+2)        | 21     |
| Fabien Claude                                                                | 12,5 km Verfolgung  | 42:54,5 min | 7 (3+1+1+2)    | 16     |
| Fabien Claude                                                                | 15 km Massenstart   | 42:49,8 min | 5 (1+2+1+1)    | 26     |
| Fabien Claude                                                                | 20 km Einzel        | 50:25,5 min | 2 (1+1+0+0)    | 9      |
| Simon Desthieux                                                              | 10 km Sprint        | 25:45,0 min | 2 (0+2)        | 24     |
| Simon Desthieux                                                              | 12,5 km Verfolgung  | 41:54,7 min | 3 (2+0+0+1)    | 7      |
| Simon Desthieux                                                              | 15 km Massenstart   | 41:11,4 min | 5 (1+2+1+1)    | 16     |
| Simon Desthieux                                                              | 20 km Einzel        | 51:46,8 min | 3 (1+2+0+0)    | 17     |
| Quentin Fillon Maillet                                                       | 10 km Sprint        | 24:25,9 min | 1 (1+0)        | Silber |
| Quentin Fillon Maillet                                                       | 12,5 km Verfolgung  | 39:07,5 min | 0 (0+0+0+0)    | Gold   |
| Quentin Fillon Maillet                                                       | 15 km Massenstart   | 39:40,0 min | 5 (1+1+0+3)    | 4      |
| Quentin Fillon Maillet                                                       | 20 km Einzel        | 48:47,4 min | 2 (0+1+1+0)    | Gold   |
| Émilien Jacquelin                                                            | 10 km Sprint        | 25:06,3 min | 2 (1+1)        | 9      |
| Émilien Jacquelin                                                            | 12,5 km Verfolgung  | 42:13,7 min | 6 (2+3+0+1)    | 9      |
| Émilien Jacquelin                                                            | 15 km Massenstart   | 42:08,7 min | 5 (2+1+0+2)    | 22     |
| Émilien Jacquelin                                                            | 20 km Einzel        | 56:31,4 min | 7 (0+3+2+2)    | 72     |
| Fabien Claude Émilien Jacquelin Simon Desthieux Quentin Fillon Maillet       | 4 × 7,5-km-Staffel  | 1:20:17,6 h | 0+9 (0+6 0+3)  | Silber |
| Mixed                                                                        |                     |             |                |        |
| Anaïs Chevalier-Bouchet Julia Simon Émilien Jacquelin Quentin Fillon Maillet | 4 × 6-km-Staffel    | 1:06:46,5 h | 3+11 (0+5 3+6) | Silber |

### Bob
| Athleten                                                          | Wettbewerb | Lauf 1      | Lauf 1 | Lauf 2      | Lauf 2 | Lauf 3      | Lauf 3 | Lauf 4      | Lauf 4 | Gesamt      | Gesamt |
| Athleten                                                          | Wettbewerb | Zeit        | Rang   | Zeit        | Rang   | Zeit        | Rang   | Zeit        | Rang   | Zeit        | Rang   |
| ----------------------------------------------------------------- | ---------- | ----------- | ------ | ----------- | ------ | ----------- | ------ | ----------- | ------ | ----------- | ------ |
| Frauen                                                            |            |             |        |             |        |             |        |             |        |             |        |
| Margot Boch                                                       | Monobob    | 1:05,77 min | 14     | 1:05,51 min | 4      | 1:06,01 min | 12     | 1:06,53 min | 16     | 4:23,82 min | 11     |
| Margot Boch Carla Sénéchal                                        | Zweierbob  | 1:01,90 min | 12     | 1:02,32 min | 17     | 1:02,20 min | 15     | 1:01,97 min | 10     | 4:08,39 min | 13     |
| Männer                                                            |            |             |        |             |        |             |        |             |        |             |        |
| Romain Heinrich Dorian Hauterville                                | Zweierbob  | 59,93 s     | 16     | 1:00,04 min | 11     | 59,92 s     | 12     | 1:00,05 min | 10     | 3:59,94 min | 12     |
| Romain Heinrich Lionel Lefèbvre Dorian Hauterville Jérôme Laporal | Viererbob  | 59,29 s     | 15     | 59,53 s     | 12     | 59,29 s     | 13     | 1:00,06 min | 19     | 3:58,17 min | 19     |

### Eiskunstlauf
| Athleten                              | Wettbewerbe | Kurzprogramm/ Rhythmustanz | Kurzprogramm/ Rhythmustanz | Kür/ Kürtanz | Kür/ Kürtanz | Gesamt | Gesamt |
| Athleten                              | Wettbewerbe | Punkte                     | Rang                       | Punkte       | Rang         | Punkte | Rang   |
| ------------------------------------- | ----------- | -------------------------- | -------------------------- | ------------ | ------------ | ------ | ------ |
| Männer                                |             |                            |                            |              |              |        |        |
| Kévin Aymoz                           | Einzel      | 93,00                      | 10                         | 161,80       | 15           | 254,80 | 12     |
| Adam Siao Him Fa                      | Einzel      | 86,74                      | 14                         | 163,41       | 13           | 250,15 | 14     |
| Mixed                                 |             |                            |                            |              |              |        |        |
| Gabriella Papadakis Guillaume Cizeron | Eistanz     | 90,83                      | 1                          | 136,15       | 1            | 226,98 | Gold   |

### Freestyle-Skiing
| Athleten         | Wettbewerbe | Qualifikation | Qualifikation | Finale        | Finale        | Rang   |
| Athleten         | Wettbewerbe | Punkte        | Rang          | Punkte        | Rang          | Rang   |
| ---------------- | ----------- | ------------- | ------------- | ------------- | ------------- | ------ |
| Frauen           |             |               |               |               |               |        |
| Tess Ledeux      | Big Air     | 171,00        | 2             | 187,50        | 2             | Silber |
| Tess Ledeux      | Slopestyle  | 68,13         | 9             | 72,91         | 7             | 7      |
| Männer           |             |               |               |               |               |        |
| Antoine Adelisse | Big Air     | 163,25        | 15            | ausgeschieden | ausgeschieden | 15     |
| Antoine Adelisse | Slopestyle  | DNS           | DNS           | DNS           | DNS           | DNS    |
| Kévin Rolland    | Halfpipe    | 75,25         | 10            | 79,25         | 6             | 6      |

| Athleten         | Wettbewerbe | Qualifikation | Qualifikation | Qualifikation | Qualifikation | Finale  | Finale  | Finale        | Finale        | Finale        | Finale        | Rang |
| Athleten         | Wettbewerbe | Runde 1       | Runde 1       | Runde 2       | Runde 2       | Runde 1 | Runde 1 | Runde 2       | Runde 2       | Runde 3       | Runde 3       | Rang |
| Athleten         | Wettbewerbe | Punkte        | Rang          | Punkte        | Rang          | Punkte  | Rang    | Punkte        | Rang          | Punkte        | Rang          | Rang |
| ---------------- | ----------- | ------------- | ------------- | ------------- | ------------- | ------- | ------- | ------------- | ------------- | ------------- | ------------- | ---- |
| Frauen           |             |               |               |               |               |         |         |               |               |               |               |      |
| Camille Cabrol   | Buckelpiste | 62,97         | 20            | 67,76         | 10            | 70,31   | 18      | ausgeschieden | ausgeschieden | ausgeschieden | ausgeschieden | 18   |
| Perrine Laffont  | Buckelpiste | 81,11         | 2             | –             | –             | 79,86   | 3       | 77,62         | 5             | 77,36         | 4             | 4    |
| Männer           |             |               |               |               |               |         |         |               |               |               |               |      |
| Benjamin Cavet   | Buckelpiste | 78,40         | 3             | –             | –             | 77,80   | 6       | 78,82         | 4             | 79,44         | 4             | 4    |
| Sacha Theocharis | Buckelpiste | 70,50         | 22            | 75,41         | 8             | 76,59   | 11      | 73,40         | 11            | ausgeschieden | ausgeschieden | 11   |

| Athleten              | Wettbewerbe | Qualifikation | Qualifikation | Achtelfinale | Viertelfinale | Halbfinale    | Finale        | Rang |
| Athleten              | Wettbewerbe | Zeit          | Rang          | Rang         | Rang          | Rang          | Rang          | Rang |
| --------------------- | ----------- | ------------- | ------------- | ------------ | ------------- | ------------- | ------------- | ---- |
| Frauen                |             |               |               |              |               |               |               |      |
| Jade Grillet Aubert   | Skicross    | 1:19,54 min   | 16            | 2            | 4             | ausgeschieden | ausgeschieden | 14   |
| Alizée Baron          | Skicross    | DNS           | DNS           | DNS          | ausgeschieden | ausgeschieden | ausgeschieden | DNS  |
| Männer                |             |               |               |              |               |               |               |      |
| Jean-Frédéric Chapuis | Skicross    | 1:13,20 min   | 16            | 3            | ausgeschieden | ausgeschieden | ausgeschieden | 20   |
| Bastien Midol         | Skicross    | 1:12,55 min   | 9             | 2            | 3             | ausgeschieden | ausgeschieden | 11   |
| François Place        | Skicross    | 1:12,83 min   | 11            | 1            | 2             | 4             | 4             | 8    |
| Terence Tchiknavorian | Skicross    | 1:12,85 min   | 12            | 3            | ausgeschieden | ausgeschieden | ausgeschieden | 18   |

### Nordische Kombination
| Athleten                                                     | Wettbewerb                               | Skispringen | Skispringen | Skispringen | Langlauf      | Langlauf      | Rang          |
| Athleten                                                     | Wettbewerb                               | Weite       | Punkte      | Rang        | Zeit          | Rang          | Rang          |
| ------------------------------------------------------------ | ---------------------------------------- | ----------- | ----------- | ----------- | ------------- | ------------- | ------------- |
| Männer                                                       |                                          |             |             |             |               |               |               |
| Mattéo Baud                                                  | Gundersenwettkampf (Normalschanze/10 km) | 97,5 m      | 111,3       | 12          | 27:09,0 min   | 18            | 18            |
| Mattéo Baud                                                  | Gundersenwettkampf (Großschanze/10 km)   | 127,5 m     | 103,7       | 16          | 29:18,4 min   | 21            | 21            |
| Gaël Blondeau                                                | Gundersenwettkampf (Normalschanze/10 km) | 91,0 m      | 91,3        | 30          | 28:43,3 min   | 31            | 31            |
| Gaël Blondeau                                                | Gundersenwettkampf (Großschanze/10 km)   | 103,5 m     | 59,3        | 41          | 32:42,8 min   | 40            | 40            |
| Antoine Gérard                                               | Gundersenwettkampf (Normalschanze/10 km) | DSQ         | DSQ         | DSQ         | ausgeschieden | ausgeschieden | ausgeschieden |
| Antoine Gérard                                               | Gundersenwettkampf (Großschanze/10 km)   | 129,5 m     | 101,9       | 18          | 28:52,4 min   | 14            | 14            |
| Laurent Muhlethaler                                          | Gundersenwettkampf (Normalschanze/10 km) | 94,0 m      | 102,4       | 21          | 28:26,6 min   | 28            | 28            |
| Laurent Muhlethaler                                          | Gundersenwettkampf (Großschanze/10 km)   | 123,5 m     | 96,9        | 24          | 30:19,6 min   | 26            | 26            |
| Mattéo Baud Gaël Blondeau Antoine Gérard Laurent Muhlethaler | Teamwettbewerb                           | 493,5 m     | 410,0       | 5           | 53:00,1 min   | 5             | 5             |

### Shorttrack
| Athlet               | Wettbewerb | Vorlauf      | Vorlauf | Viertelfinale | Viertelfinale | Halbfinale    | Halbfinale    | Finale A/B    | Finale A/B    | Rang |
| Athlet               | Wettbewerb | Zeit         | Rang    | Zeit          | Rang          | Zeit          | Rang          | Zeit          | Rang          | Rang |
| -------------------- | ---------- | ------------ | ------- | ------------- | ------------- | ------------- | ------------- | ------------- | ------------- | ---- |
| Frauen               |            |              |         |               |               |               |               |               |               |      |
| Gwendoline Daudet    | 500 m      | 45,515 s     | 4       | ausgeschieden | ausgeschieden | ausgeschieden | ausgeschieden | ausgeschieden | ausgeschieden | 29   |
| Gwendoline Daudet    | 1000 m     | 1:31,734 min | 3       | ausgeschieden | ausgeschieden | ausgeschieden | ausgeschieden | ausgeschieden | ausgeschieden | 23   |
| Gwendoline Daudet    | 1500 m     | —            | —       | 2:23,607 min  | 6             | ausgeschieden | ausgeschieden | ausgeschieden | ausgeschieden | 30   |
| Tifany Huot-Marchand | 500 m      | 54,758 s     | 4       | ausgeschieden | ausgeschieden | ausgeschieden | ausgeschieden | ausgeschieden | ausgeschieden | 30   |
| Tifany Huot-Marchand | 1000 m     | PEN          | PEN     | ausgeschieden | ausgeschieden | ausgeschieden | ausgeschieden | ausgeschieden | ausgeschieden | PEN  |
| Tifany Huot-Marchand | 1500 m     | —            | —       | 2:23,784 min  | 6             | ausgeschieden | ausgeschieden | ausgeschieden | ausgeschieden | 31   |
| Männer               |            |              |         |               |               |               |               |               |               |      |
| Quentin Fercoq       | 500 m      | 40,548 s     | 4       | ausgeschieden | ausgeschieden | ausgeschieden | ausgeschieden | ausgeschieden | ausgeschieden | 25   |
| Quentin Fercoq       | 1000 m     | 1:23,917 min | 2       | 1:24,411 min  | 3             | ausgeschieden | ausgeschieden | ausgeschieden | ausgeschieden | 11   |
| Quentin Fercoq       | 1500 m     | —            | —       | 2:15,347 min  | 4             | ausgeschieden | ausgeschieden | ausgeschieden | ausgeschieden | 23   |
| Sébastien Lepape     | 500 m      | 42,081 s     | 2       | 46,814 s      | 5             | ausgeschieden | ausgeschieden | ausgeschieden | ausgeschieden | 20   |
| Sébastien Lepape     | 1000 m     | 1:26,069 min | 4       | ausgeschieden | ausgeschieden | ausgeschieden | ausgeschieden | ausgeschieden | ausgeschieden | 26   |
| Sébastien Lepape     | 1500 m     | —            | —       | 2:41,547 min  | 5             | ausgeschieden | ausgeschieden | ausgeschieden | ausgeschieden | 29   |

| Athlet                                                                 | Wettbewerb     | Vorlauf | Vorlauf | Viertelfinale | Viertelfinale | Halbfinale    | Halbfinale    | Finale A/B    | Finale A/B    | Rang |
| Athlet                                                                 | Wettbewerb     | Zeit    | Rang    | Zeit          | Rang          | Zeit          | Rang          | Zeit          | Rang          | Rang |
| ---------------------------------------------------------------------- | -------------- | ------- | ------- | ------------- | ------------- | ------------- | ------------- | ------------- | ------------- | ---- |
| Mixed                                                                  |                |         |         |               |               |               |               |               |               |      |
| Sébastien Lepape Tifany Huot-Marchand Gwendoline Daudet Quentin Fercoq | 2000 m Staffel | —       | —       | 2:51,221 min  | 12            | ausgeschieden | ausgeschieden | ausgeschieden | ausgeschieden | 12   |

### Ski Alpin
| Athleten              | Wettbewerbe  | 1. Lauf     | 1. Lauf | 2. Lauf     | 2. Lauf | Gesamt        | Gesamt        |
| Athleten              | Wettbewerbe  | Zeit        | Rang    | Zeit        | Rang    | Zeit          | Rang          |
| --------------------- | ------------ | ----------- | ------- | ----------- | ------- | ------------- | ------------- |
| Frauen                |              |             |         |             |         |               |               |
| Camille Cerutti       | Abfahrt      | —           | —       | —           | —       | DNF           | DNF           |
| Clara Direz           | Riesenslalom | 1:00,24 min | 23      | 59,09 s     | 19      | 1:59,33 min   | 19            |
| Coralie Frasse Sombet | Riesenslalom | 1:00,91 min | 26      | 57,69 s     | 3       | 1:58,60 min   | 17            |
| Laura Gauché          | Abfahrt      | —           | —       | —           | —       | 1:33,47 min   | 10            |
| Laura Gauché          | Super-G      | —           | —       | —           | —       | 1:14,87 min   | 16            |
| Laura Gauché          | Kombination  | 1:34,08 min | 17      | 55,96 s     | 6       | 2:30,04 min   | 8             |
| Nastasia Noens        | Slalom       | 54,68 s     | 24      | 53,18 s     | 15      | 1:47,86 min   | 19            |
| Tiffany Gauthier      | Abfahrt      | —           | —       | —           | —       | DNF           | DNF           |
| Tiffany Gauthier      | Super-G      | —           | —       | —           | —       | 1:16,20 min   | 28            |
| Romane Miradoli       | Abfahrt      | —           | —       | —           | —       | 1:33,93 min   | 13            |
| Romane Miradoli       | Super-G      | —           | —       | —           | —       | 1:14,41 min   | 11            |
| Romane Miradoli       | Kombination  | 1:32,95 min | 4       | DNF         | DNF     | ausgeschieden | ausgeschieden |
| Tessa Worley          | Super-G      | —           | —       | —           | —       | 1:15,30 min   | 19            |
| Tessa Worley          | Riesenslalom | 58,93 s     | 7       | DNF         | DNF     | ausgeschieden | ausgeschieden |
| Männer                |              |             |         |             |         |               |               |
| Nils Allègre          | Super-G      | —           | —       | —           | —       | 1:23,24 min   | 26            |
| Matthieu Bailet       | Abfahrt      | —           | —       | —           | —       | 1:45,23 min   | 27            |
| Matthieu Bailet       | Super-G      | —           | —       | —           | —       | DNF           | DNF           |
| Johan Clarey          | Abfahrt      | —           | —       | —           | —       | 1:42,79 min   | Silber        |
| Mathieu Faivre        | Riesenslalom | 1:03,01 min | 3       | 1:07,68 min | 13      | 2:10,69 min   | Bronze        |
| Thibaut Favrot        | Riesenslalom | 1:03,12 min | 5       | 1:07,92 min | 14      | 2:11,04 min   | 5             |
| Blaise Giezendanner   | Abfahrt      | —           | —       | —           | —       | 1:45,00 min   | 26            |
| Blaise Giezendanner   | Super-G      | —           | —       | —           | —       | 1:21,26 min   | 9             |
| Maxence Muzaton       | Abfahrt      | —           | —       | —           | —       | 1:43,82 min   | 11            |
| Clément Noël          | Slalom       | 54,30 s     | 6       | 49,79 s     | 1       | 1:44,09 min   | Gold          |
| Alexis Pinturault     | Super-G      | —           | —       | —           | —       | 1:21,36 min   | 11            |
| Alexis Pinturault     | Kombination  | 1:45,04 min | 11      | DNF         | DNF     | ausgeschieden | ausgeschieden |
| Alexis Pinturault     | Riesenslalom | 1:03,99 min | 11      | 1:07,05 min | 4       | 2:11,04 min   | 5             |
| Alexis Pinturault     | Slalom       | 55,12 s     | 15      | 51,03 s     | 20      | 1:46,15 min   | 16            |
| Cyprien Sarrazin      | Riesenslalom | DNF         | DNF     | DNF         | DNF     | ausgeschieden | ausgeschieden |

| Athleten                                                                                       | Wettbewerbe | Achtelfinale | Achtelfinale | Viertelfinale | Viertelfinale | Halbfinale    | Halbfinale    | Finale        | Finale        | Rang |
| Athleten                                                                                       | Wettbewerbe | Gegner       | Punkte       | Gegner        | Punkte        | Gegner        | Punkte        | Gegner        | Punkte        | Rang |
| ---------------------------------------------------------------------------------------------- | ----------- | ------------ | ------------ | ------------- | ------------- | ------------- | ------------- | ------------- | ------------- | ---- |
| Mixed                                                                                          |             |              |              |               |               |               |               |               |               |      |
| Clara Direz Coralie Frasse Sombet Tessa Worley Mathieu Faivre Thibaut Favrot Alexis Pinturault | Mannschaft  | Tschechien   | 3:1          | Norwegen      | 2:2           | ausgeschieden | ausgeschieden | ausgeschieden | ausgeschieden | 5    |

### Skilanglauf
| Athleten                                                     | Wettbewerbe       | Zeit        | Rang   |
| ------------------------------------------------------------ | ----------------- | ----------- | ------ |
| Frauen                                                       |                   |             |        |
| Coralie Bentz                                                | 10 km Klassisch   | 31:17,6 min | 40     |
| Coralie Bentz                                                | 15 km Skiathlon   | 49:34,4 min | 38     |
| Coralie Bentz                                                | 30 km Freistil    | 1:38:08,2 h | 44     |
| Delphine Claudel                                             | 15 km Skiathlon   | 45:31,5 min | 9      |
| Delphine Claudel                                             | 30 km Freistil    | 1:27:34,0 h | 7      |
| Flora Dolci                                                  | 30 km Freistil    | 1:32:04,7 h | 24     |
| Mélissa Gal                                                  | 10 km Klassisch   | 31:25,7 min | 41     |
| Léna Quintin Delphine Claudel Flora Dolci Mélissa Gal        | 4 × 5 km Staffel  | 59:03,9 min | 12     |
| Männer                                                       |                   |             |        |
| Adrien Backscheider                                          | 50 km Freier Stil | 1:16:16,6 h | 34     |
| Richard Jouve                                                | 15 km Klassisch   | 41:56,6 min | 49     |
| Hugo Lapalus                                                 | 15 km Klassisch   | 39:09,6 min | 7      |
| Hugo Lapalus                                                 | 30 km Skiathlon   | DNF         | DNF    |
| Jules Lapierre                                               | 30 km Skiathlon   | 1:20:21,8 h | 14     |
| Jules Lapierre                                               | 50 km Freier Stil | 1:13:50,3 h | 15     |
| Maurice Manificat                                            | 15 km Klassisch   | 39:49,7 min | 12     |
| Maurice Manificat                                            | 30 km Skiathlon   | 1:21:17,5 h | 23     |
| Maurice Manificat                                            | 50 km Freier Stil | 1:12:30,3 h | 10     |
| Clément Parisse                                              | 30 km Skiathlon   | 1:20:07,0 h | 10     |
| Clément Parisse                                              | 50 km Freier Stil | 1:12:01,5 h | 7      |
| Richard Jouve Hugo Lapalus Clément Parisse Maurice Manificat | 4 × 10 km Staffel | 1:56:07,1 h | Bronze |

| Athleten                   | Wettbewerbe | Qualifikation | Qualifikation | Viertelfinale | Viertelfinale | Halbfinale    | Halbfinale    | Finale        | Finale        | Rang |
| Athleten                   | Wettbewerbe | Zeit          | Rang          | Zeit          | Rang          | Zeit          | Rang          | Zeit          | Rang          | Rang |
| -------------------------- | ----------- | ------------- | ------------- | ------------- | ------------- | ------------- | ------------- | ------------- | ------------- | ---- |
| Frauen                     |             |               |               |               |               |               |               |               |               |      |
| Léna Quintin               | Sprint      | 3:24,19 min   | 31            | ausgeschieden | ausgeschieden | ausgeschieden | ausgeschieden | ausgeschieden | ausgeschieden | 31   |
| Mélissa Gal Léna Quintin   | Team-Sprint | —             | —             | —             | —             | 23:26,28 min  | 5             | 24:04,92 min  | 10            | 10   |
| Männer                     |             |               |               |               |               |               |               |               |               |      |
| Lucas Chanavat             | Sprint      | 2:45,03 min   | 1             | 2:53,43 min   | 2             | 2:52,92 min   | 5             | ausgeschieden | ausgeschieden | 9    |
| Renaud Jay                 | Sprint      | 2:51,86 min   | 16            | 3:35,80 min   | 6             | ausgeschieden | ausgeschieden | ausgeschieden | ausgeschieden | 27   |
| Richard Jouve              | Sprint      | 2:47,93 min   | 4             | 2:57,92 min   | 1             | 2:52,31 min   | 3             | ausgeschieden | ausgeschieden | 7    |
| Hugo Lapalus Richard Jouve | Team-Sprint | —             | —             | —             | —             | 20:17,31 min  | 2             | 19:58,37 min  | 7             | 7    |

### Skispringen
| Athleten          | Wettbewerb    | Qualifikation | Qualifikation | Qualifikation | 1. Durchgang | 1. Durchgang | 1. Durchgang | 2. Durchgang  | 2. Durchgang  | 2. Durchgang  | Gesamt | Gesamt |
| Athleten          | Wettbewerb    | Weite         | Punkte        | Rang          | Weite        | Punkte       | Rang         | Weite         | Punkte        | Rang          | Punkte | Rang   |
| ----------------- | ------------- | ------------- | ------------- | ------------- | ------------ | ------------ | ------------ | ------------- | ------------- | ------------- | ------ | ------ |
| Frauen            |               |               |               |               |              |              |              |               |               |               |        |        |
| Julia Clair       | Normalschanze | —             | —             | —             | 64,0 m       | 43,3         | 34           | ausgeschieden | ausgeschieden | ausgeschieden | 43,3   | 34     |
| Joséphine Pagnier | Normalschanze | —             | —             | —             | 96,0 m       | 102,1        | 7            | 78,5 m        | 77,4          | 22            | 179,5  | 11     |

### Snowboard
| Athleten       | Wettbewerbe | Qualifikation | Qualifikation | Finale        | Finale        | Rang |
| Athleten       | Wettbewerbe | Punkte        | Rang          | Punkte        | Rang          | Rang |
| -------------- | ----------- | ------------- | ------------- | ------------- | ------------- | ---- |
| Frauen         |             |               |               |               |               |      |
| Lucile Lefevre | Big Air     | 20,00         | 29            | ausgeschieden | ausgeschieden | 29   |
| Lucile Lefevre | Slopestyle  | 23,16         | 27            | ausgeschieden | ausgeschieden | 27   |
| Männer         |             |               |               |               |               |      |
| Liam Tourki    | Halfpipe    | 25,50         | 20            | ausgeschieden | ausgeschieden | 20   |

| Athleten                                     | Wettbewerbe    | Qualifikation | Qualifikation | Achtelfinale | Viertelfinale | Halbfinale    | Finale        | Rang   |
| Athleten                                     | Wettbewerbe    | Zeit          | Rang          | Rang         | Rang          | Rang          | Rang          | Rang   |
| -------------------------------------------- | -------------- | ------------- | ------------- | ------------ | ------------- | ------------- | ------------- | ------ |
| Frauen                                       |                |               |               |              |               |               |               |        |
| Julia Pereira de Sousa Mabileau              | Snowboardcross | 1:23,89 min   | 6             | 1            | 2             | 4 (DNF)       | 1             | 5      |
| Manon Petit-Lenoir                           | Snowboardcross | 1:24,96 min   | 12            | 4            | ausgeschieden | ausgeschieden | ausgeschieden | 26     |
| Alexia Queyrel                               | Snowboardcross | 1:25,17 min   | 21            | 3            | ausgeschieden | ausgeschieden | ausgeschieden | 21     |
| Chloé Trespeuch                              | Snowboardcross | 1:24,27 min   | 8             | 1            | 2             | 2             | 2             | Silber |
| Männer                                       |                |               |               |              |               |               |               |        |
| Loan Bozzolo                                 | Snowboardcross | 1:19,23 min   | 24            | 2            | 3             | ausgeschieden | ausgeschieden | 11     |
| Léo Le Blé Jaques                            | Snowboardcross | 1:21,06 min   | 30            | 2            | 3             | ausgeschieden | ausgeschieden | 12     |
| Merlin Surget                                | Snowboardcross | 1:18,64 min   | 16            | 2            | 2             | 3             | 1             | 5      |
| Mixed                                        |                |               |               |              |               |               |               |        |
| Loan Bozzolo Julia Pereira de Sousa Mabileau | Snowboardcross | —             | —             | —            | 3             | ausgeschieden | ausgeschieden | 9      |
| Merlin Surget Chloé Trespeuch                | Snowboardcross | —             | —             | —            | 4             | ausgeschieden | ausgeschieden | 13     |